# Novofedorivka, Polohî
Novofedorivka (în ucraineană Новофедорівка) este un sat în comuna Injenerne din raionul Polohî, regiunea Zaporijjea, Ucraina.

## Demografie
Componența lingvistică a localității Novofedorivka
     Ucraineană (96,42%)
     Rusă (3,36%)
Conform recensământului din 2001, majoritatea populației localității Novofedorivka era vorbitoare de ucraineană (96,42%), existând în minoritate și vorbitori de rusă (3,36%).